# Hossein Rajabian
Hossein Rajabian (persan :حسین رجبیان), né le 5 juillet 1984, est un réalisateur, écrivain et photographe iranien qui a été fait prisonnier politique en 2015 pour des accusations liées à sa réalisation. En tant que réalisateur anti-censure et défenseur de la liberté d'expression dans les arts,,.

## Activités artistiques et éducatives
Hossein Rajabian a commencé sa carrière artistique dans une école de théâtre. Plus tard, il fait ses débuts au cinéma en réalisant et éditant des courts métrages et des documentaires. Son parcours artistique est marqué par différents projets allant de la réalisation de longs métrages, à l' écriture de plusieurs scénarios de longs métrages, d' essais sur le cinéma, de pièces de théâtre, en passant par la réalisation de projets artistiques et photographiques ainsi que d'ateliers cinématographiques. Il a également trouvé sa place à la Faculté d'art et d'architecture de Téhéran où il étudie la littérature dramatique, sans y achever ses études. Plus tard, il a été admis à l'Université de musique et des arts du spectacle de Vienne pour poursuivre ses études de cinéma et de théâtre, mais a été capturé par les forces de sécurité et son passeport a été saisi avant son départ pour l'Autriche. Il s'est vu interdit de poursuivre des études universitaires dans son pays et à l'étranger. "People in distance (en)" est le nom d'un projet de photographie en noir et blanc mis en œuvre par Hossein Rajabian,,,,,,.

## Arrestation et procès
Le 5 octobre 2013, après avoir terminé son premier long métrage, il a été menacé par les forces de sécurité iraniennes, devant son bureau, à Sari. Hossein, ainsi que deux autres musiciens (dont son frère Mehdi) ont alors été arrêtés et transférés à la prison Ward 2A d'Evin où tous les trois ont subi plus de deux mois à l'isolement et ont été menacés d'aveux télévisés.Mi décembre de la même année, il a été libéré sous caution (environ 166,000 $), toujours en attente de son jugement. Deux ans plus tard, à l'été 2015, son affaire a été entendue par la branche 28 du tribunal révolutionnaire de Téhéran, présidé par le juge Moghisseh. Il a été condamné à six ans de prison et à des amendes pour poursuite d'activités cinématographiques illégales, propagande contre la constitution et pour avoir proféré des insultes aux saintetés. En appel, sa peine a été commuée à trois ans d'emprisonnement et trois ans de sursis et des amendes,,,,,,,,.

## Emprisonnement et grève de la faim
Hossein Rajabian a été envoyé au quartier 7 de la prison d'Evin à Téhéran. Après avoir purgé un tiers de sa peine totale d'emprisonnement (soit 11 mois), il a entamé une grève de la faim pour protester contre un procès injuste, l'absence d'aménagements médicaux et le transfert de son frère dans un autre quartier de la même prison, appelé section 8. Pendant sa première grève de la faim, qui a duré 14 jours, il a été transféré à l'hôpital en raison d'une infection pulmonaire et n'a pas pu poursuivre sa grève de la faim à cause de l'ingérence du représentant du procureur qui a été envoyé comme intermédiaire. Après un certain temps, il a envoyé une lettre ouverte aux autorités judiciaires iraniennes et a repris une grève de la faim qui lui valut le soutien d'artistes internationaux. Après 36 jours de grève de la faim, il a pu convaincre les autorités judiciaires iraniennes de réexaminer son dossier et de lui accorder un congé maladie pour le traitement de son rein gauche souffrant d'infections et de saignements causés par la grève de la faim. Après une lutte litigieuse avec l'huissier de justice de la prison, il a été envoyé au quartier 8 pour être puni. Après avoir passé trois ans à la prison d'Evin, il en a finalement été libéré, sous la pression des médias mondiaux et la réaction des organisations des droits de l'homme du monde entier,,,,,,,,,,,,,,,,,,,,.

## Réactions officielles des hauts fonctionnaires du monde
Après l'emprisonnement d'Hossein Rajabian, de hauts responsables du monde ont commencé à réagir officiellement à cette condamnation. Par exemple, Ban Ki-moon, secrétaire général des Nations unies, a publié une déclaration spéciale au sujet des droits de l'homme dans le monde. À la neuvième page de la déclaration annuelle, il fait référence aux conditions de détention d'Hossein Rajabian dans les prisons iraniennes, et demande aux autorités iraniennes de libérer ce cinéaste inconditionnellement. La rapporteuse spéciale des Nations unies pour les droits de l'homme en Iran, Asma Jahangir, dans son rapport annuel, appelait à la libération inconditionnelle de Hossein Rajabian et d'autres prisonniers en Iran. Référence peut également être faite au discours de protestation prononcé par Wilfred Moore, le sénateur libéral canadien au Sénat, contre les autorités iraniennes et en soutien à Hossein Rajabian. Après l'emprisonnement de Hossein Rajabian, Åse Kleveland, artiste norvégienne et dirigeante politique, lui a déclaré son soutien et a demandé sa libération inconditionnelle ainsi que celle de tous les artistes emprisonnés à travers le monde. À la suite de cela, Philip Luther, le chef d'Amnesty International a publié une vidéo officielle parlant de Hossein Rajabian et a demandé à tous les artistes du monde de lancer une campagne mondiale pour le soutenir. Après avoir organisé une pétition internationale par Amnesty International, l'acteur américain Johnny Depp et le célèbre musicien Peter Gabriel ont lancé une campagne avec la devise "L'art n'est pas un crime"pour protester contre la censure et soutenir Rajabian ainsi que tous les autres artistes emprisonnés. Une pétition a été signée par plus de 12 000 personnes de différents militants des droits de l'homme et artistes s'adressant aux autorités iraniennes afin de réexaminer le dossier judiciaire de Rajabian et de plusieurs autres prisonniers. Finalement, le Comité des droits de l'homme des Nations unies a adopté à l'unanimité une résolution contre le gouvernement iranien pour violation flagrante des droits de l'homme en réaction à la grève de la faim collective de Hossein Rajabian et sept autres prisonniers politiques et idéologiques de la prison d'Evin. À la suite de cela, le Sénat des États-Unis a prolongé de dix ans les sanctions imposées à l'Iran pour violation des droits de l'homme. Les citoyens des pays européens ont lancé une campagne de soutien et un sit-in devant  l'ambassade d'Iran ainsi que dans différents pays, tout en montrant ses photos. Le rapport annuel du département d'État des États-Unis a cité la situation du cinéaste prisonnier Hossein Rajabien concernant les droits de l'homme en Iran en 2016,,,,,,,,,,,,,,,,.

## Publication de film pour protester
Pour protester contre sa peine de prison et la confiscation de son premier long-métrage, la version moyenne de qualité de son film, (The Upside-down Triangle) est gratuitement mise sur Internet.

## Réaction des médias à la décision du tribunal
L'arrestation et la condamnation de Hossein Rajabian a été donné une large couverture par les médias en Iran et d'autres pays. Dans une interview exclusive, directeur adjoint d'Amnesty International pour le Moyen-Orient et Afrique du Nord Saïd Boumedouha exprimé son objection contre la phrase de Rajabian,. Par la suite, Amnesty International a lancé une campagne et une pétition appelant mondiale sur tous les artistes à travers le monde à signer la pétition et participer à la champagne,,,,,,. Plus de 20 000 artistes de quatre coins du monde ont rejoint la campagne,,,, chef parmi eux [musicien devenu acteur] Jared Leto, acteur oscarisé, et Ai Weiwei, un artiste contemporain chinois et activiste, qui a publié les nouvelles sur ses pages de Twitter,,
Plus tôt, d'autres institutions telles que le PEN International, Campagne internationale pour les droits de l'homme [en Iran],, Conseil européen des Artistes (ECA), le Compositeur européen et Songwriter Alliance, Freemuse, etc.
Publié simultanément une déclaration appelant les autorités iraniennes à libérer Rajabian.
Dans un autre mouvement, on peut citer la lettre envoyée par les 165 personnes impliquées dans les médias et les activités de cinéma en Iran et les pays étrangers ont envoyé une lettre au ministre de la Culture et de l'orientation islamique Ali Jannati, et le rapport annuel du rapporteur spécial de l'ONU pour les droits de l'homme en Iran, Ahmed Shaheed, appelé pour la libération inconditionnelle de Hossein Rajabian et deux autres prisonniers,,,,,